# Mónica Rey Gutiérrez
Mónica Rey Gutiérrez (sinh năm 1964) là một nhà lãnh đạo và nhà hoạt động văn hóa người Bolivia gốc Phi, người đã nghiên cứu nhân học giúp thông qua luật pháp để công nhận chính thức người Bolivia gốc Phi là một dân tộc trong điều tra dân số của đất nước. Sau khi phục vụ như một nhà giáo dục và nhà hoạt động văn hóa trong nhiều năm, bà đã làm việc trong chính phủ. Bà hiện là đại biểu siêu quốc gia trong Hội đồng lập pháp đa nguyên của Bolivia.

## Tuổi thơ
Adalberta Mónica Rey Gutiérrez sinh ngày 23 tháng 4 năm 1964 tại Comunidad Marca, thuộc tỉnh Nor Yungas, La Paz, Bolivia. bà được nuôi dưỡng tại Comunidad Santa Ana, gần Coroico với người mẹ Florentina Gutiérrez Barra, và cha dượng, Simeón Rey Barra. Rey chuyển đến La Paz khi bà mười một tuổi và tiếp tục đi học tại trường nội trú Hogar y Colegio Ave María. bà là người Afro-Bolivian đầu tiên tốt nghiệp với bằng tốt nghiệp trung học của trường. Rey tiếp tục việc học của mình tại Đại học San Andrés (tiếng Tây Ban Nha: Đại học Thị trưởng San Andrés (UMSA)) và lấy bằng cử nhân về truyền thông xã hội vào năm 1997. Luận án của bà, La Saya como medio de comunicación y expresión văn hóa en la comunidad (Saya là Phương thức Giao tiếp và Biểu hiện Văn hóa trong Cộng đồng Afro-Bolivian) là công trình đáng kể đầu tiên được nghiên cứu rộng rãi trong đó phân tích phân khúc dân số Afro-Bolivian. [1] Trong các cuộc phỏng vấn với những người lớn tuổi trong cộng đồng, Rey phát hiện ra rằng các thành viên của cộng đồng Yungas vẫn có những bài hát và nghi lễ được biểu diễn bằng ngôn ngữ châu Phi. Luận án đã đánh giá tầm quan trọng của saya, một bài hát và điệu nhảy độc đáo đối với bản sắc của người Afro-Bolivian, xác nhận rằng đó không phải là một buổi biểu diễn âm nhạc, mà là một phần không thể thiếu trong biểu hiện văn hóa của họ. Nó trở thành một tài liệu tham khảo quan trọng cho cả các nhà nghiên cứu theo dõi và các nhà báo.
Khi còn học đại học, Rey nổi lên như một trong những người lãnh đạo phong trào bản sắc của người Afro-Bolivian, lúc đó được tạo thành chủ yếu từ những người trẻ tuổi đã chuyển từ nông thôn đến thủ đô để học hoặc làm việc. Họ bắt đầu biểu diễn saya tại các sự kiện công cộng và được công nhận chính thức về tổ chức của họ, Phong trào văn hóa Saya Afro-Bolivian (tiếng Tây Ban Nha: Văn hóa Movimiento Saya Afroboliviana (MCSA)), được tạo ra vào năm 1989 để làm sống lại và khẳng định truyền thống văn hóa của người Afro-Bolivian. Một trong những thành công đầu tiên của họ là thay thế cách nói tiếng địa phương của người dân gốc Phi ở Bôlivia khỏi bị gọi là negritos (người da đen thân yêu / dễ thương) hay morenos (người da đen) thành Afroboliviano, nhận ra rằng người da đen là một nhóm dân tộc khác biệt mà còn là người Bolivia. Năm 1994, bà đã dẫn đầu một cuộc tuần hành trên dinh tổng thống để được công nhận cho người Afro-Bolivian. Rey, một trong những người sáng lập của tổ chức, từng là chủ tịch của MCSA từ năm 1996 đến 2001.